# نقص فنی (فیلم)
نقص فنی فیلمی به کارگردانی نصرت‌الله وحدت و نویسندگی محمدسعید حبشی محصول سال ۱۳۵۵ است.

## خلاصه داستان
محمودخواهان فرزند است؛ اما همسرش ژيلا به خواست شوهر به منظور حفظ زيبايی، تن در نمی دهد. محمود همسرش را مجاب می كند كه داشتن فرزند حلاوت زندگی است و هيچ لطمه ای به زيبايی او وارد نخواهد ساخت. محمود بر اثر ضربه ای كه در خانه ی پدر همسرش بر سرش وارد می آيد عقيم می شود.

## بازیگران
- نصرت‌الله وحدت
- ژاله کریمی
- اصغر سمسارزاده
- سرور رجایی
- شیوا
- ناصر گیتی جاه
- طاطایی
- نصرالله کوفرد
- علی پروانه
- اسفندیار ماوندادی
- عزت‌الله مقبلی
- منوچهر پوراحمد
- رضا حاجیان